# Mikroregion Sudoeste de Goiás
Die Mikroregion Sudoeste de Goiás (deutsch: Südwest-Goiás) ist eine durch das IBGE (Instituto Brasileiro de Geografia e Estatística) für statistische Zwecke festgelegte Region im Südwesten des brasilianischen Bundesstaates Goiás. Sie gehört zur Mesoregion Süd-Goiás.

## Geographische Lage
Die Mikroregion Sudoeste de Goiás grenzt an die Mikroregionen (Mesoregionen):
- Im Norden an Aragarças (Nordwest-Goiás)
- Im Nordosten an Iporá (Zentral-Goiás)
- Im Osten an Vale do Rio dos Bois und Meia Ponte (Süd-Goiás)
- Im Süden an Quirinópolis (Süd-Goiás)
- Im Südwesten an den Bundesstaat Mato Grosso do Sul
- Im Westen an den Bundesstaat Mato Grosso

## Gemeinden in der Mikroregion Sudoeste de Goiás
| Gemeinde               | Lage                                    | Fläche (km²) | Einwohner geschätzt 2009 | GDP in 2003 (R$ 1.000,00) |
| ---------------------- | --------------------------------------- | ------------ | ------------------------ | ------------------------- |
| Aparecida do Rio Doce  | Lage von Aparecida do Rio Doce (Goiás)  | 602,288      | 2.871                    | 4.282                     |
| Aporé                  | Lage von Aporé (Goiás)                  | 2.900,344    | 3.708                    | 108.251                   |
| Caiapônia              | Lage von Caiapônia (Goiás)              | 8.653,189    | 16.559                   | 1.900.010                 |
| Castelândia            | Lage von Castelândia (Goiás)            | 297,428      | 3.557                    | 129.590                   |
| Chapadão do Céu        | Lage von Chapadão do Céu (Goiás)        | 2.190,7      | 5.863                    | 21.251                    |
| Doverlândia            | Lage von Doverlândia (Goiás)            | 3.207,543    | 8.570                    | 13.393                    |
| Jataí                  | Lage von Jataí (Goiás)                  | 7.174,217    | 86.447                   | 25.555                    |
| Maurilândia            | Lage von Maurilândia (Goiás)            | 393,793      | 11.604                   | 304.634                   |
| Mineiros               | Lage von Mineiros                       | 8.896,304    | 48.329                   | 11.845                    |
| Montividiu             | Lage von Montividiu (Goiás)             | 1.874,611    | 9.965                    | 84.420                    |
| Palestina de Goiás     | Lage von Palestina de Goiás             | 1.320,683    | 3.317                    | 12.633                    |
| Perolândia             | Lage von Perolândia (Goiás)             | 1.029,622    | 2.830                    | 84.420                    |
| Portelândia            | Lage von Portelândia (Goiás)            | 550,646      | 3.321                    | 84.420                    |
| Rio Verde              | Lage von Rio Verde (Goiás)              | 8.388,295    | 163.021                  | 84.420                    |
| Santa Helena de Goiás  | Lage von Santa Helena de Goiás          | 1.127,855    | 36.336                   | 84.420                    |
| Santa Rita do Araguaia | Lage von Santa Rita do Araguaia (Goiás) | 1.361,764    | 6.277                    | 84.420                    |
| Santo Antônio da Barra | Lage von Santo Antônio da Barra (Goiás) | 451,596      | 4.295                    | 84.420                    |
| Serranópolis           | Lage von Serranópolis (Goiás)           | 5.526,526    | 7.813                    | 84.420                    |